# Mag International
Mag International – amerykański producent elektrycznych i spalinowych samochodów dostawczych z siedzibą w Fountain Valley działający 2004–2009.

## Historia
Przedsiębiorstwo Mag International powstało w amerykańskim mieście Fountain Valley w Kalifornii, za cel obierając wprowadzenie do sprzedaży niewielkich w pełni elektrycznych samochodów dostawczych na rodzimym rynku. W tym celu przedsiębiorstwo nawiązało współpracę z chińskim producentem tego typu samochodów Hafei, które w połowie pierwszej dekady XXI wieku rozpoczęło dostawy spalinowych i elektrycznych furgonetek Hafei Minyi pod nazwą Mag T-Mag XC, a także Hafei Ruiyi pod nazwą Mag T-Mag. Oferta składała się zarówno z samochodów typu furgon, jak i pickupów. Modele osobowe były w stanie pomieścić do 9 pasażerów. Po epizodzie oferowania chińskich małych samochodów dostawczych przedsiębiorstwo pozostało nieaktywne.

## Modele samochodów

### Historyczne
- T-Mag (2006–2008)
- T-Mag XC (2006–2008)